# إليزافيتا شانايفا
إليزافيتا تامرلانوفنا شانيفا (الروسية: Елизавета Тамерлановна Шанаева ، ولدت في 30 مايو 2003) راقصة جليد روسية، مع شريكها في التزلج ديفيد ناريزني ، حصلت على الميدالية البرونزية في بطولة العالم للناشئين لعام 2020 وحصلت على الميدالية البرونزية في نهائي سباق الجائزة الكبرى للناشئين 2019-20. كما فازت بثلاث ميداليات في سلسلة سباق الجائزة الكبرى للناشئين ، بما في ذلك الميداليات الذهبية في فرنسا 2019 و روسيا 2019.

## روابط خارجية
- إليزافيتا شانايفا / ديفيد ناريزني في الاتحاد الدولي للتزلج
- إليزافيتا شانايفا على إنستغرام